# Tachina breviala
Tachina breviala là một loài ruồi trong họ Tachinidae.